# 纤细花楸
纤细花楸（学名：Sorbus filipes）为蔷薇科花楸属的植物。分布于缅甸以及中国大陆的云南等地，生长于海拔3,000米至4,000米的地区，常生长在河边、高山丛林中和山坡多石地，目前尚未由人工引种栽培。